# Michel Creton
Michel Creton (Wassy, 17 agosto 1942) è un attore francese.

## Biografia
Di istruzione primaria, frequenta il conservatorio, dove studia recitazione e debutta in teatro nel 1966. Nello stesso periodo, esordisce nel cinema con il film Pattuglia anti gang (1966), diretto da Bernard Borderie; a questa faranno seguito altre apparizioni, dove interpreta ruoli secondari ma più significativi, in film come Il 13º uomo (1967), Il caldo amore di Evelyn (1968) e Il commissario Pelissier (1971). Unico film in cui ha avuto un ruolo da protagonista è stato Mani in alto! È una rapina (1973), diretto da Daniel Daërt.
Attivo in televisione dal 1964, è apparso in numerosi episodi di telefilm come Il commissario Moulin, Commissario Navarro e Julie Lescaut. Dal 2001 al 2009, è nel cast della serie poliziesca Central Nuit, trasmessa su France 2, dove interpreta il ruolo del comandante di polizia Victor Franklin, uno dei protagonisti.

### Impegno nel sociale
Dal 1988, Creton è attivo in prima persona ad una campagna di sensibilizzazione rispetto al problema della disabilità grave, di cui era affetto un suo nipote.

## Filmografia parziale

### Cinema
- Pattuglia anti gang (Brigade antigangs), regia di Bernard Borderie (1966)
- Il 13º uomo (1 homme de trop), regia di Costa-Gavras (1967)
- Calibro 38 (L'homme qui trahit la mafia), regia di Charles Gérard (1967)
- La ragazza della notte (Vivre la nuit), regia di Marcel Camus (1968)
- Che casino, ragazzi! (Béru et ces dames), regia di Guy Lefranc (1968)
- Evviva la libertà (Mister Freedom), regia di William Klein (1968)
- La via lattea (La voie lactée), regia di Luis Buñuel (1969)
- Questo pazzo, pazzo maresciallo scassamazzo (Et qu'ça saute!), regia di Guy Lefranc (1970)
- La sedia a rotelle (Un meurtre est un meurtre), regia di Étienne Périer (1972)
- Mani in alto! È una rapina (Le dingue), regia di Daniel Daërt (1973)
- La paura dietro la porta (Au-delà de la peur), regia di Yannick Andréi (1975)
- Quel giorno il mondo tremerà (Armaguedon), regia di Alain Jessua (1977)
- Monsieur Papa, regia di Philippe Monnier (1977)
- Lui portava i tacchi a spillo (Tenue de soirée), regia di Bertrand Blier (1986)
- Tenero e violento (Le solitaire), regia di Jacques Deray (1987)
- Ci sono dei giorni... e delle lune (Il y a des jours... et des lunes), regia di Claude Lelouch (1990)
- Soleil, regia di Roger Hanin (1997)

### Televisione
- La dama di Monsoreau (La dame de Monsoreau) - serie TV (1971)
- Il commissario Moulin (Commissaire Moulin) - serie TV (1996-1998)
- Julie Lescaut - serie TV (1998)
- Commissario Navarro (Navarro) - serie TV (1995-2006)